# Rue des Archives (Paris)
Die Rue des Archives ist eine Straße im Stadtteil Marais auf der Grenze zwischen 3. und 4. Arrondissement in Paris.

## Lage
Die Straße beginnt an der Rue de Rivoli und führt mit einer Länge von 900 m zur Rue de Bretagne.

## Namensursprung
Die Straße führt den Namen, weil die Archives nationales hier ihre Gebäude haben.

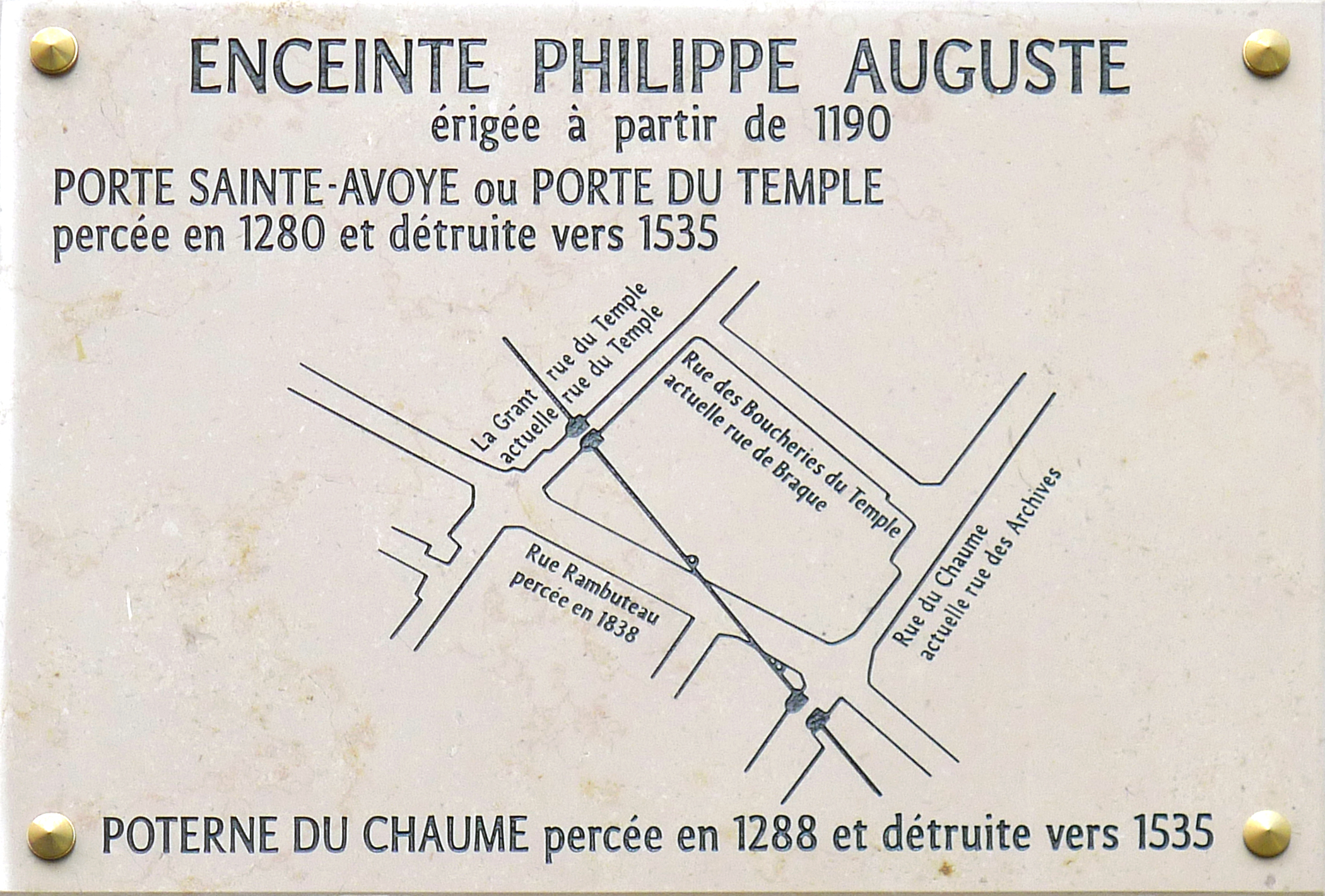
Verlauf der Stadtmauer Philipps II. August zwischen der Rue du Temple (Porte du Temple) und der Rue des Archives (Porte de Chaume)

## Geschichte
Die Stadtmauer Philipps II. August überquerte zunächst die Straße (bei der heutigen Nr. 54), bevor dort Ende des 13. Jahrhunderts ein Tor, die Porte du Chaume, errichtet wurde.
Die Straßen Rue du Chaume, Rue du Grand Chantier und Rue des Enfants Rouges wurden Ende des 13. Jahrhunderts eröffnet und später zur Rue Neuve-du Temple zusammengelegt. Sie war damit die Hauptstraße in dem von Templerorden geschaffenen Wohnviertel Ville Neuve du Temple.
Am 23. Mai 1863 erklärte ein Dekret die Zusammenführung folgender Straßen als für die Allgemeinheit wichtig:  Rue des Billettes, Rue de l’Homme-Armé, Rue du Chaume, Rue du Grand-Chantier, Rue des Enfants-Rouges und Rue Molay. Das Ganze soll eine Achse bilden, die das Marais durchquert.
Es folgten weitere Beschlüsse, durch die bestehende Straßen der Rue des Archives angegliedert wurden.

## Sehenswürdigkeiten
Die 1863 beschlossene Trassierung wurde nicht vollständig umgesetzt, wodurch historische Gebäude erhalten blieben:
- Nr. 22 bis 26: Von der Rue des Billettes blieb der östliche Teil erhalten: Cloître et église des Billettes, lutherische Kirche seit 1808, Mitglied der Vereinigte Protestantische Kirche Frankreichs. Das Kloster Carmes-Billettes wurde an der Stelle des Hauses des Juden Jonathas errichtet, der nach dem Miracle des Billettes zum Tode auf dem Scheiterhaufen verurteilt worden war.

In diesem Teil wurden nur die Gebäude auf der Seite mit den ungeraden Hausnummern abgerissen und durch solche im Stil Haussmann ersetzt, während die andere Seite erhalten blieb.

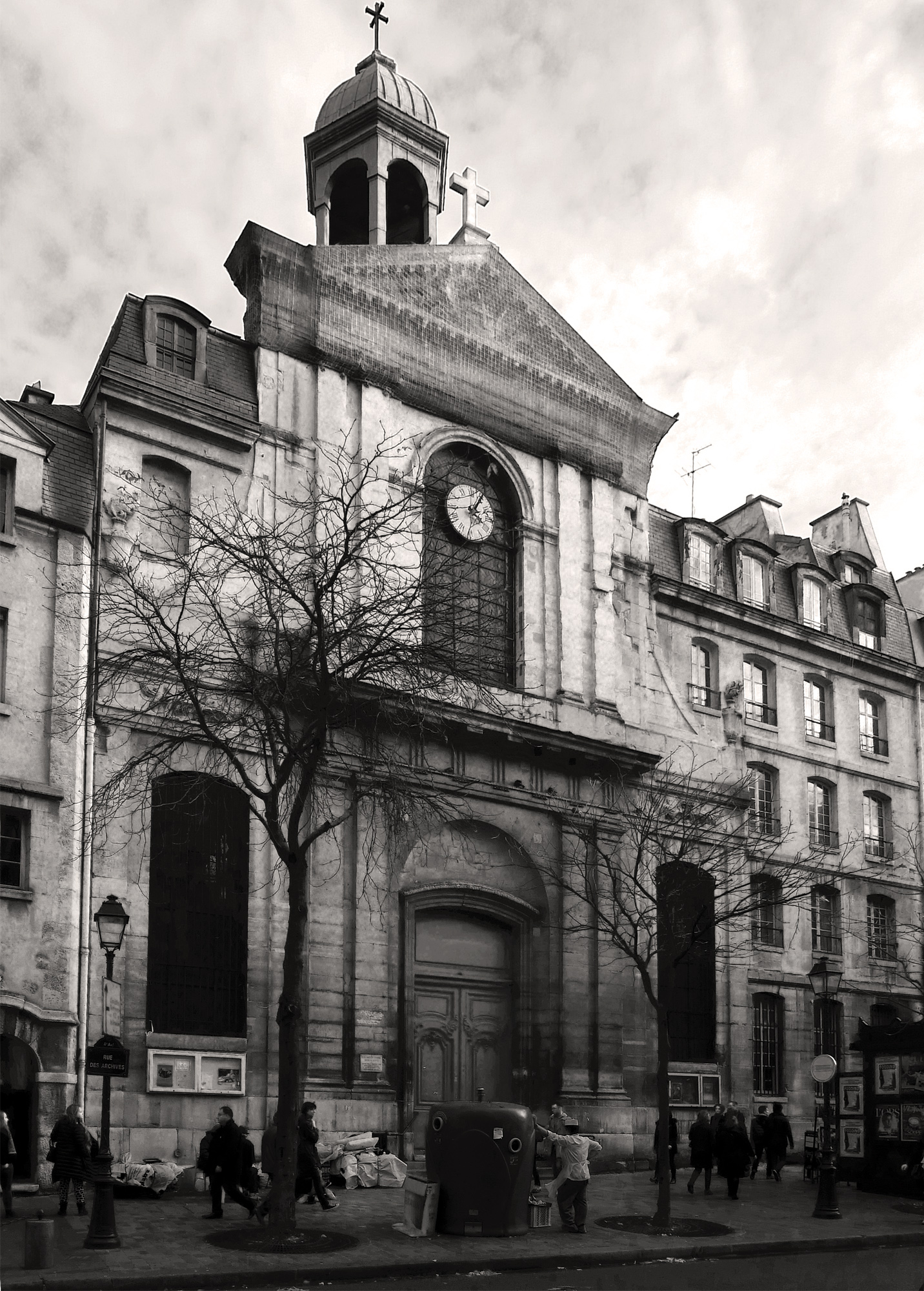
Nr. 22-26: Église luthérienne des Billettes
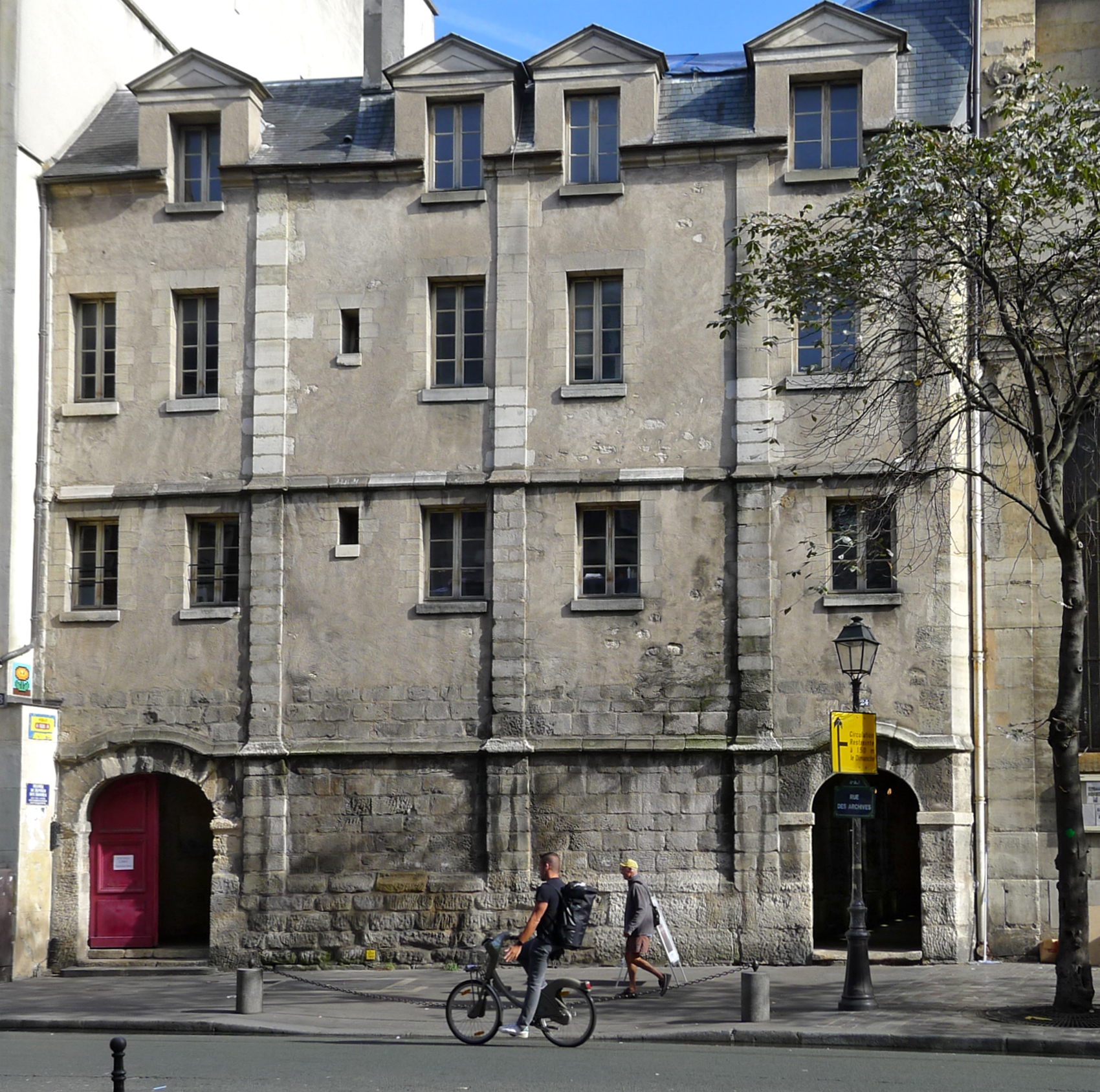
Nr.22-26: Cloître de l’église des Billettes.
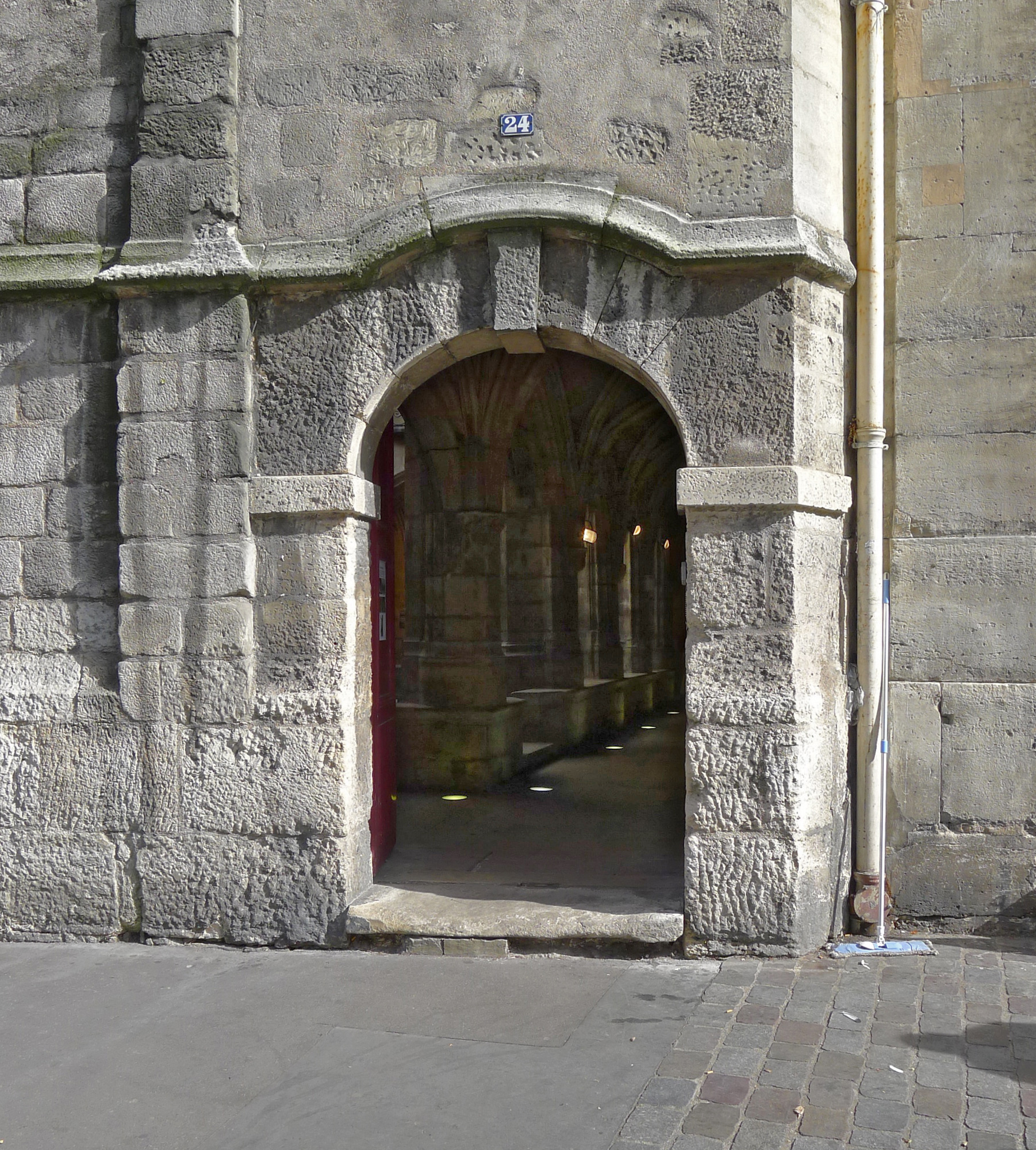
Nr. 22-26: Ein Eingang zum Kloster
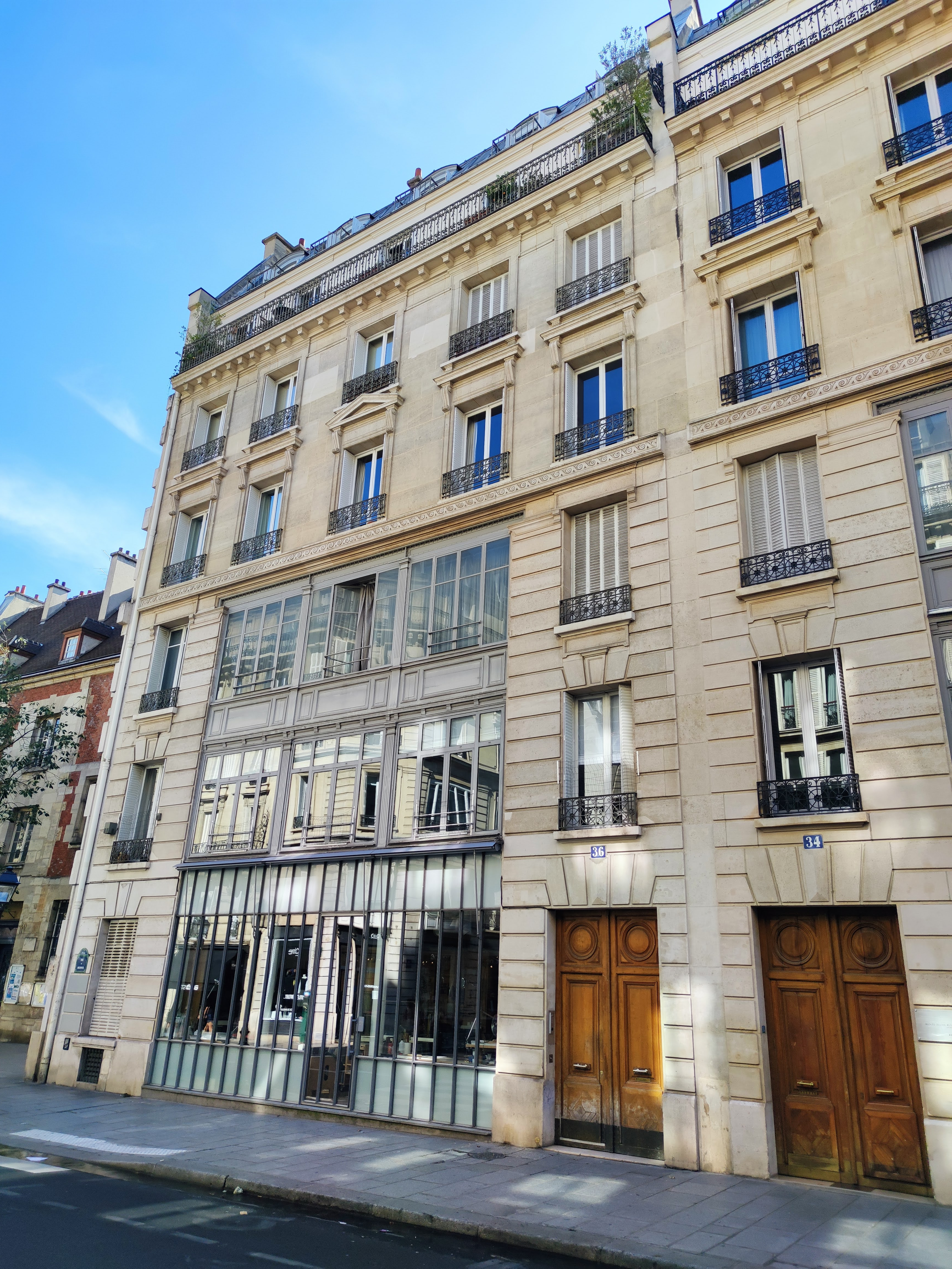
Nr. 36

- Nr. 32: Das Gebäude wurde von Charles Stoullig erbaut und 1911 zum Concours de façades de la ville de Paris vorgeschlagen.[3]
- Nr. 40: Haus mit dem Namen „Jacques Cœur“, da es Eigentum eines seiner Nachkommen war (ehemalige Rue de l’Homme-Armé). Heute ist hier einen öffentlichen Kindergarten untergebracht.[4] Die Häuserfront folgt dem Verlauf der alten Straße, die im 19. Jahrhundert durch deren Verbreiterung in die Rue des Archives integriert wurde.[5]
- Nr. 45: Couvent de la Merci à Paris mit zwei Sonnenuhren im Innenhof.

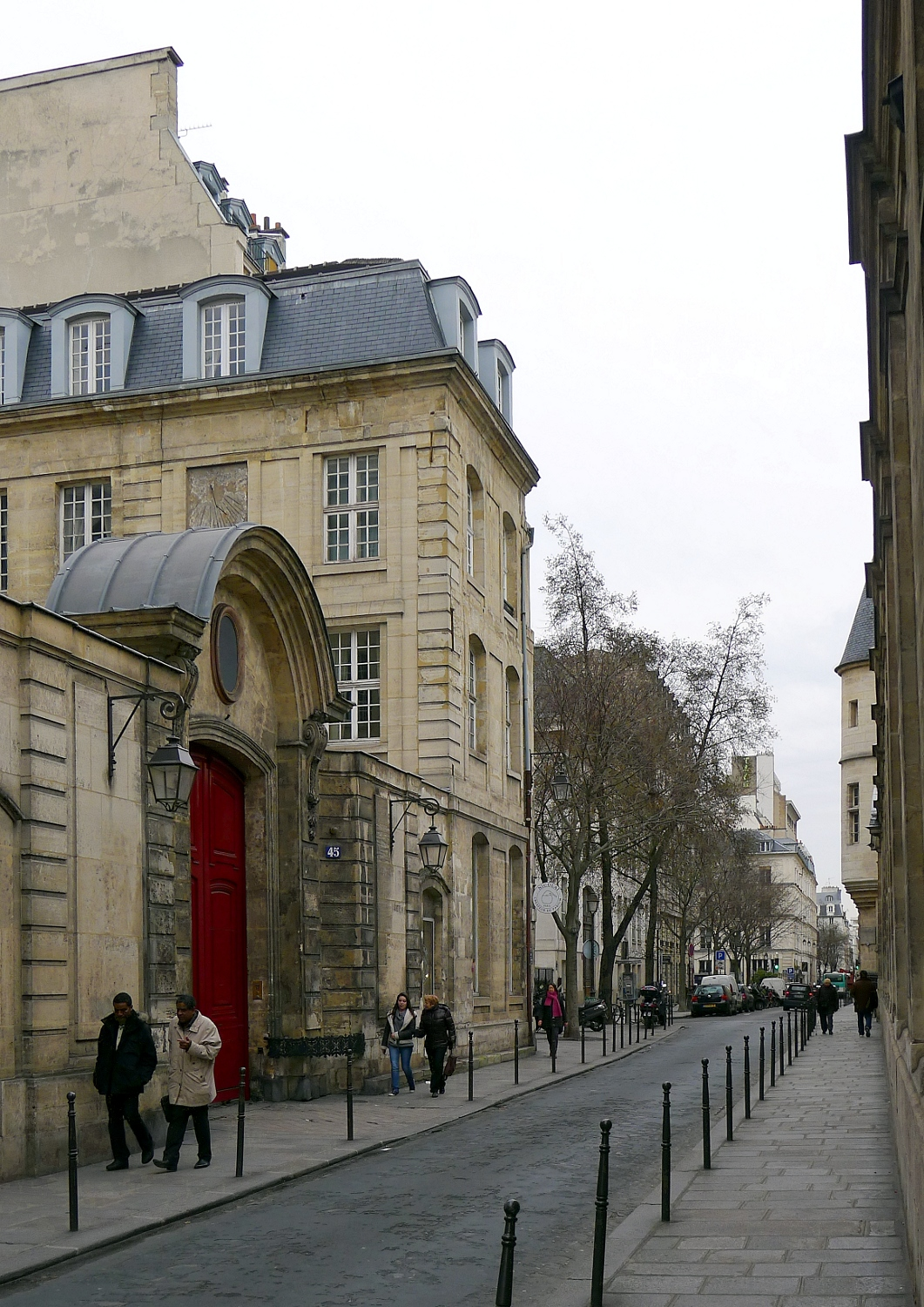
Eingang zum ehemaligen Kloster
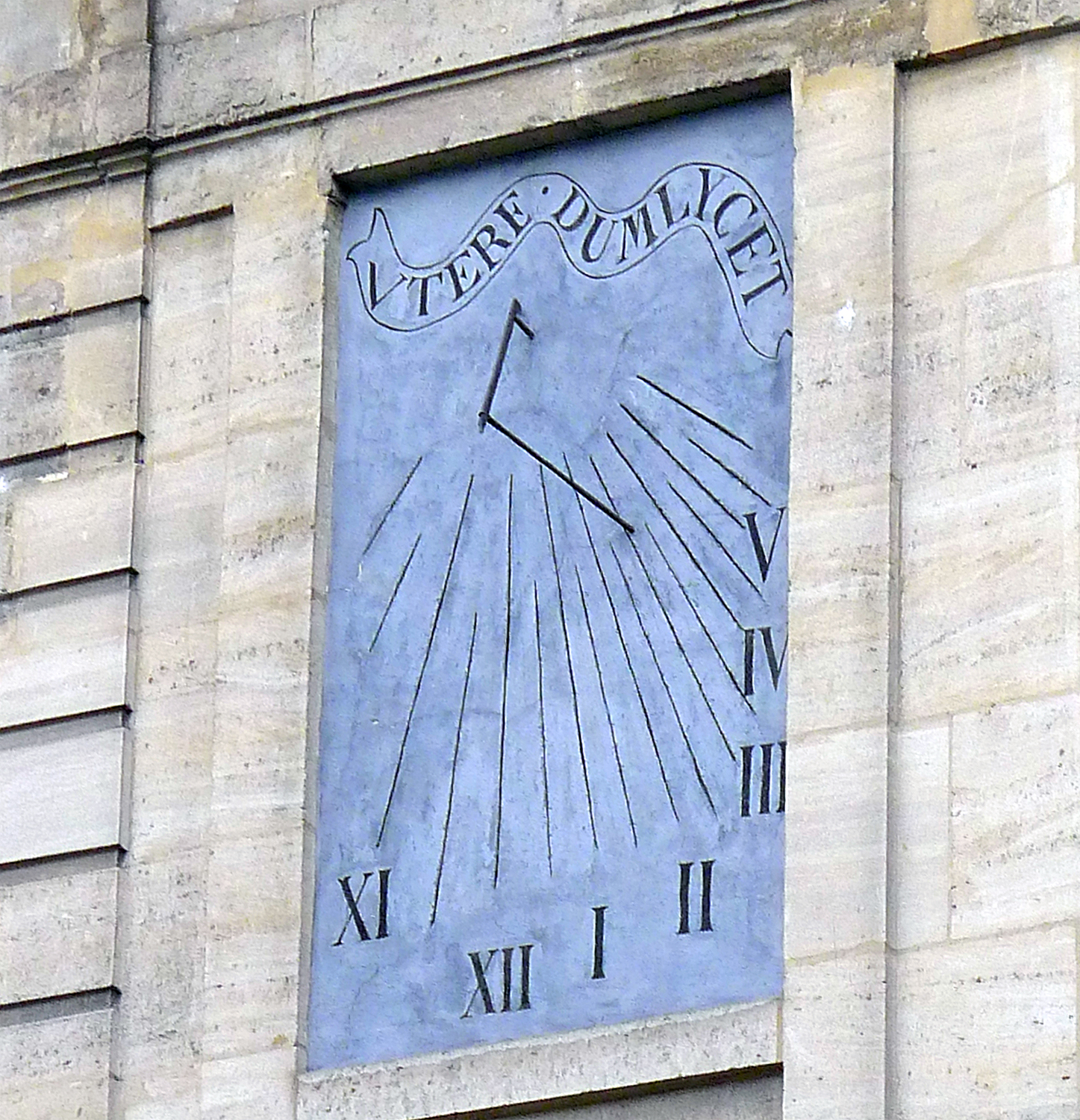
Eine der Sonnenuhren

- Nr. 58: Hôtel de Soubise (Archives nationales)
- Nr. 62: Hôtel de Mongelas, Musée de la Chasse et de la Nature
- Nr. 79: Stiftung Henri-Cartier-Bresson
- Nr. 90: links im Durchgang Reste der Kapelle in Form einer Apsis des Hospizes der Roten Kinder.[6]
  - Im hinteren Teil des zweiten Hofes erinnert eine Gedenktafel an den Standort des Hospizes

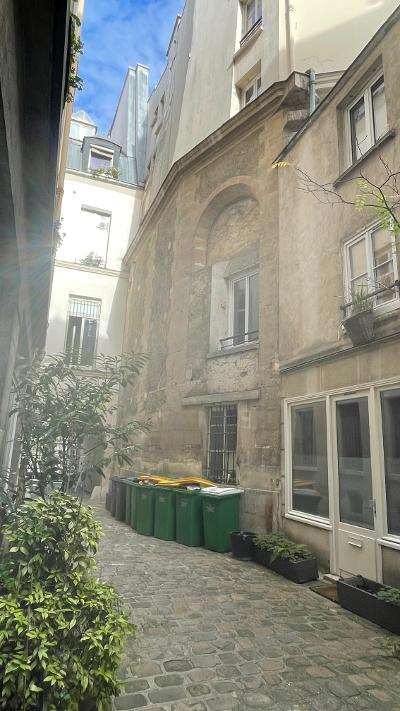
Reste der Chapelle de l’hospice des Enfants-Rouges bei Nr. 90
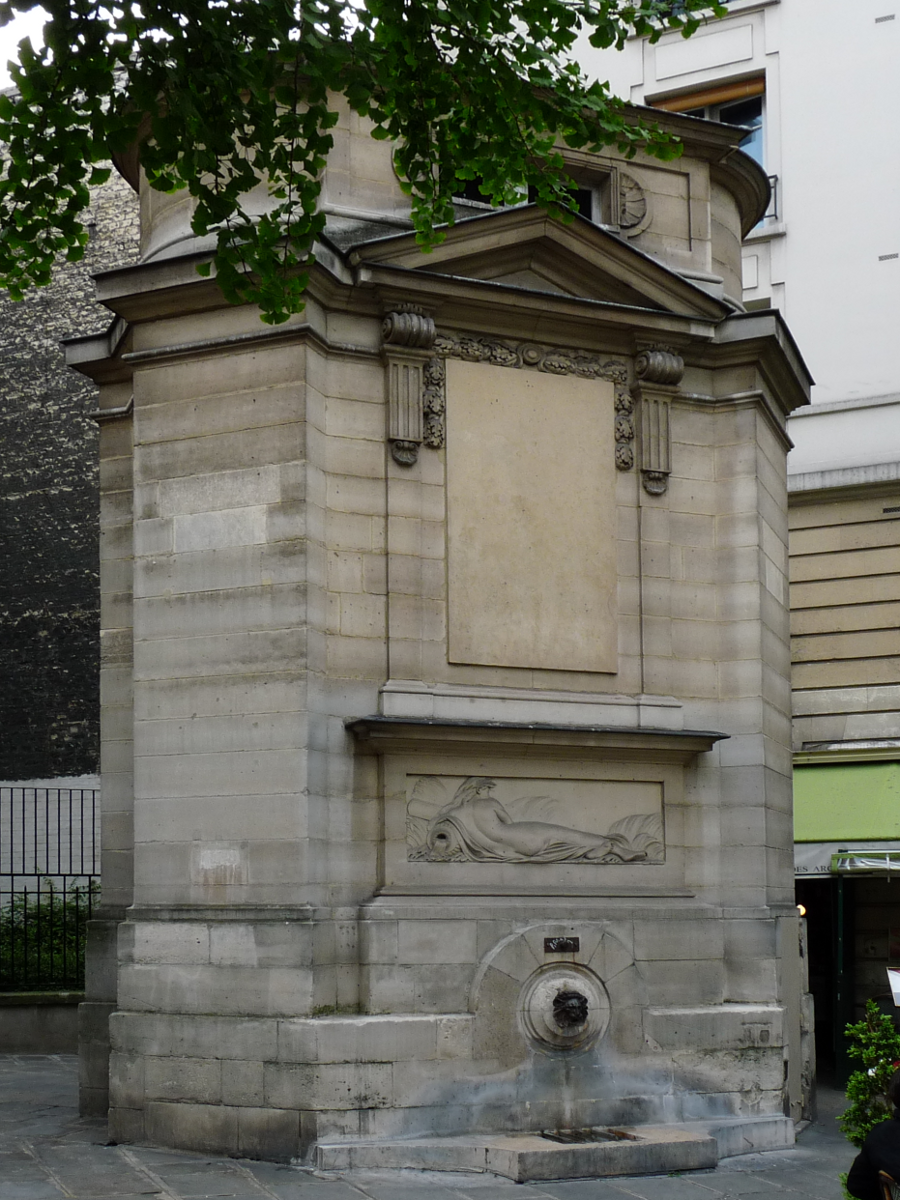
Fontaine des Haudriettes
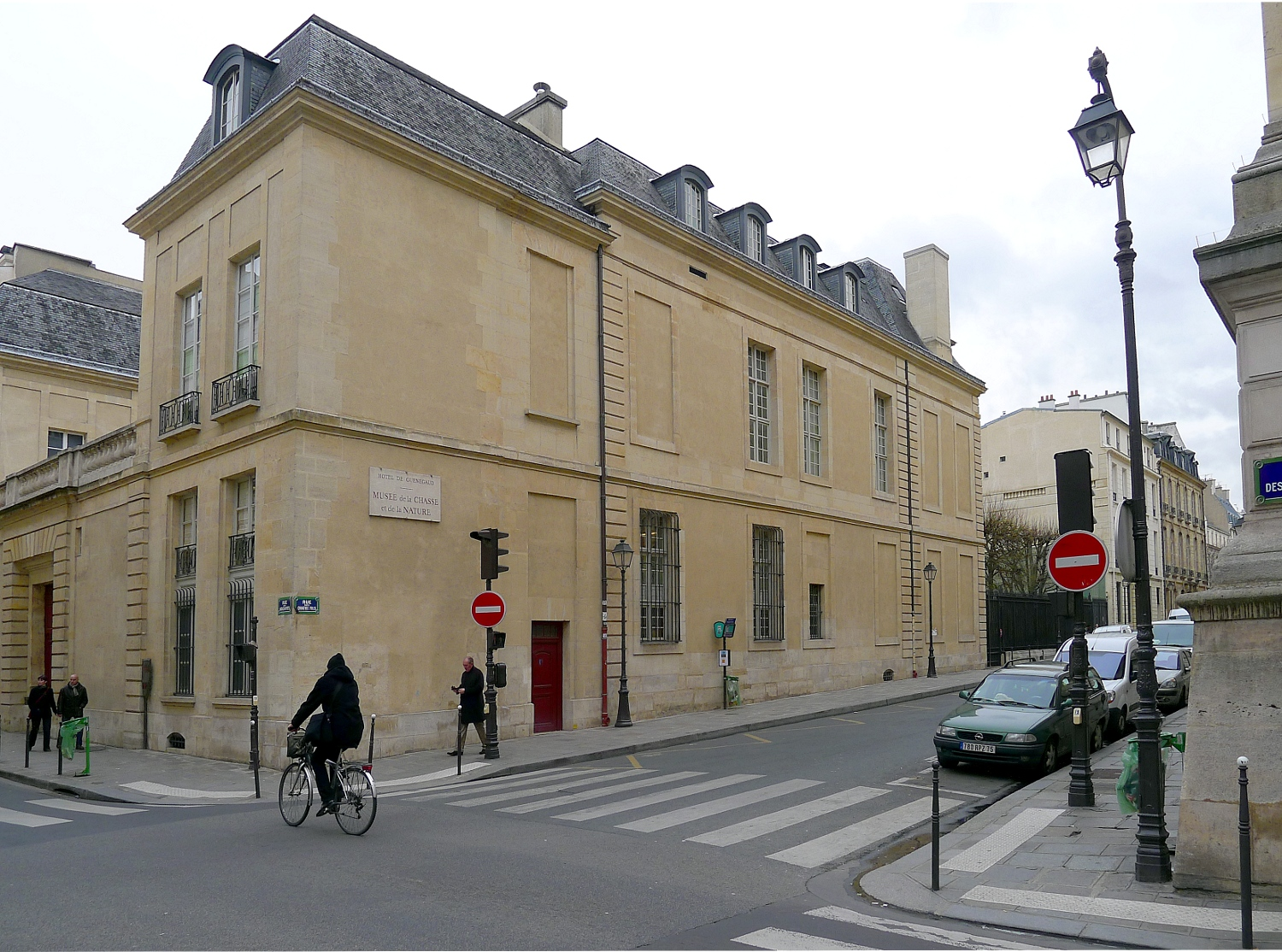
Musée de la chasse et de la nature

Gegen Ende der Straße gibt es weitere interessante Gebäude, insbesondere Nr. 79, 81, 85 und 90.

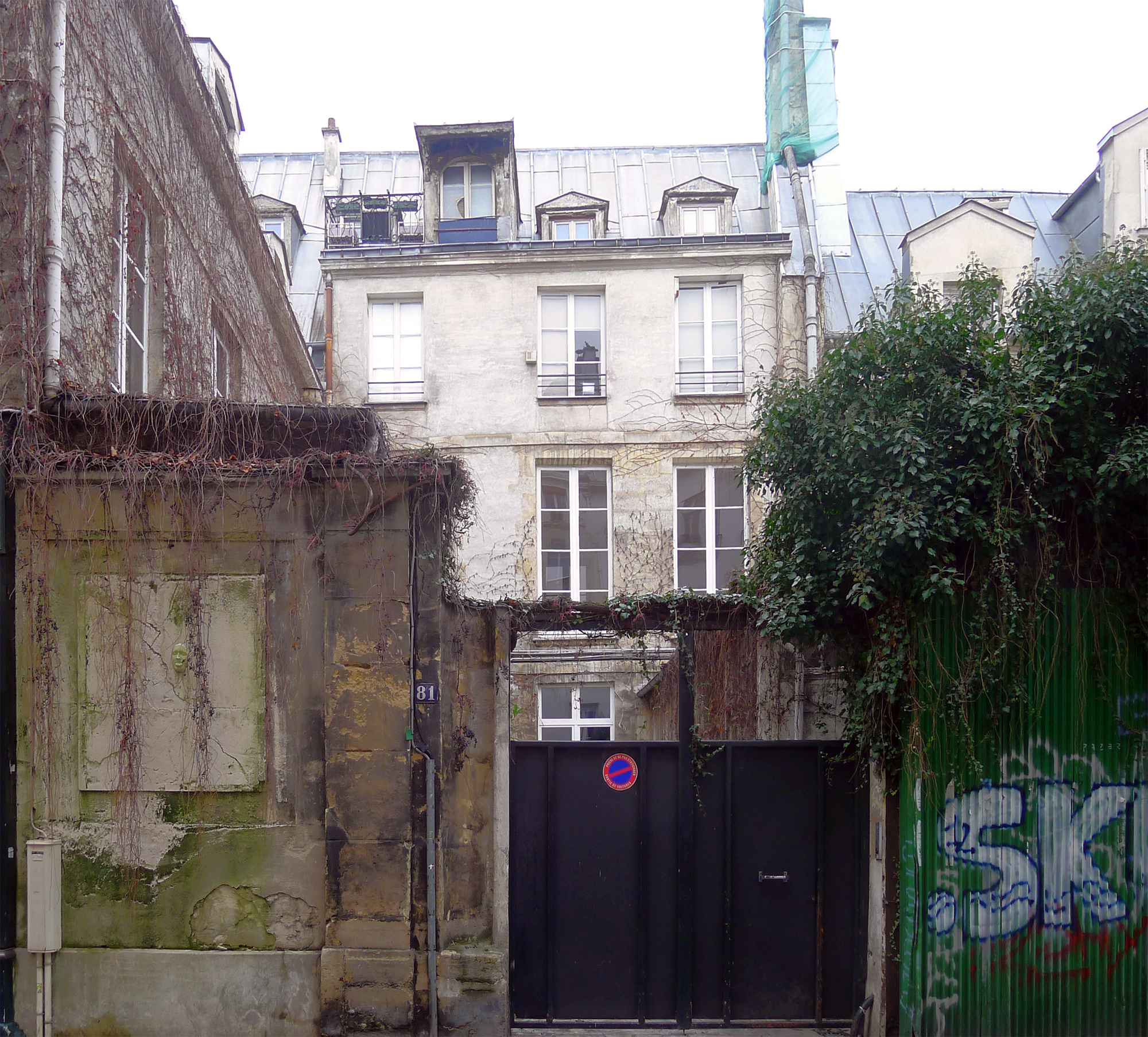
Nr. 81
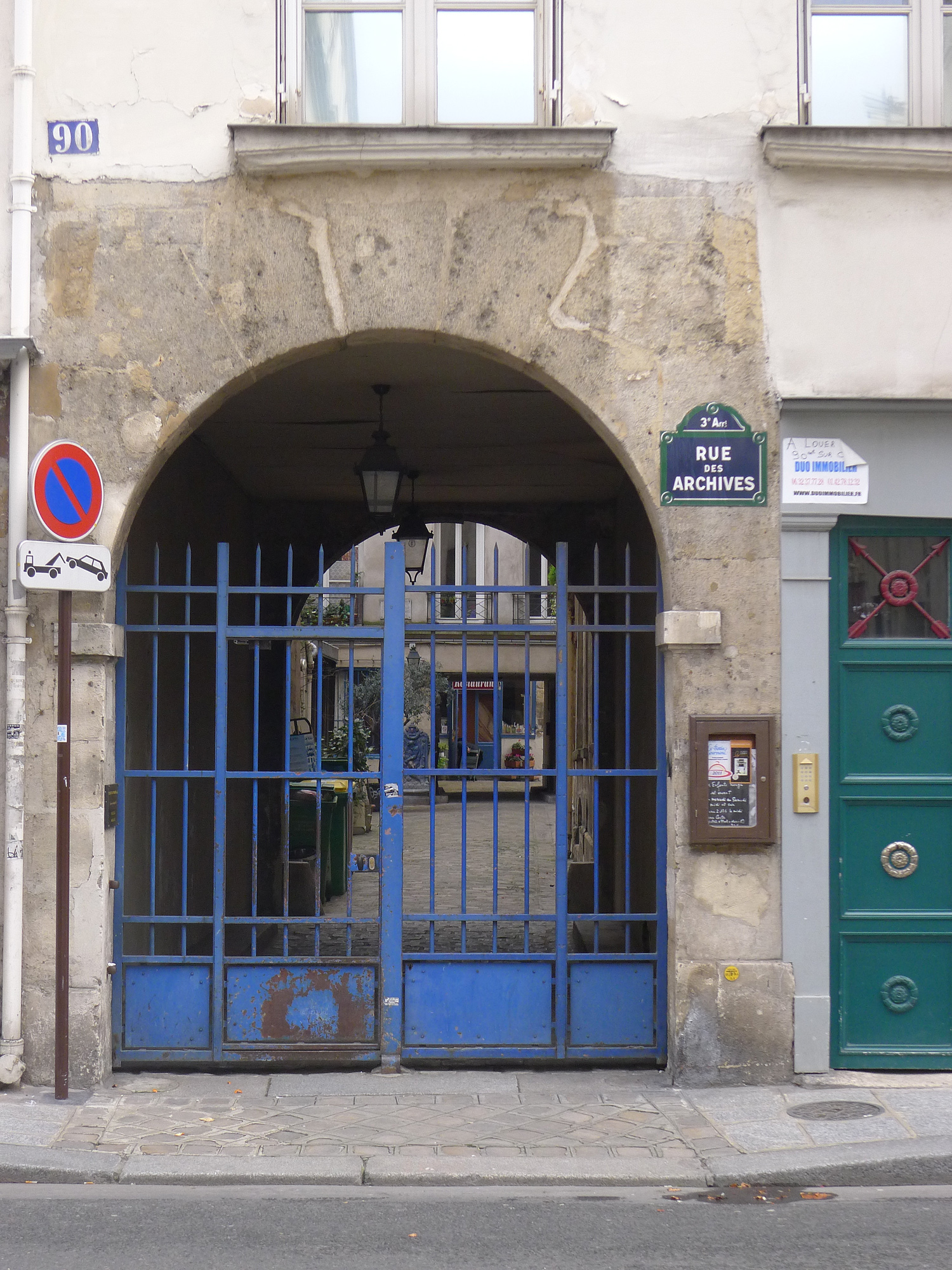
Nr. 90

## Bibliografie und Quellen
- Georges Pillement, «La rue des Archives et le cancer du central téléphonique», in Paris poubelle, Paris, Jean-Jacques Pauvert, 1974, ISBN 2-7202-0001-8, S. 34–37
- Alexandre Gady, Le Marais. Guide historique et architectural, Paris, Éditions Le Passage, 2002, 368 S., ISBN 978-2-84742-005-0